# Lepidochrysops caffrariae
Lepidochrysops caffrariae är en fjärilsart som beskrevs av Henry Trimen 1887. Lepidochrysops caffrariae ingår i släktet Lepidochrysops och familjen juvelvingar. Inga underarter finns listade i Catalogue of Life.